# Козакевич Олександр Пахомович
Козакевич Олександр Пахомович (21 серпня 1889, Чернецово, Вітебська губернія, Російська імперія — 12 серпня 1959, Алма-Ата) — радянський оперний співак, Заслужений артист Казахської РСР (1947), народний артист КазРСР (1954).
У 1917 році закінчив фізико-математичний факультет Санкт-Петербурзького університету (за іншими даними, закінчив Вищі оперні курси при Петроградській консерваторії). У 1923—1924 роках соліст оперного театру Зиміна (Москва). У 1925—1930 роках співав у театрах Новосибірська, Пермі, Свердловська, Самари. У 1931—1935 роках соліст Санкт-Петербурзького театру опери і балету. У 1935—1959 роках (за іншими даними, з 1938 року) в трупі Казахського театру опери і балету (Алмати).
Виконав партію Осипа в опері «Бекет» О. О. Зільбера. Створив образи Бориса, Пимена («Борис Годунов» М. П. Мусоргського), Кончака («Князь Ігор» А. П. Бородіна), Мельника («Русалка» О. С. Даргомижського), Мефістофеля («Фауст» Ш. Гуно), Сторожева («В бурю» Т. М. Хреннікова), Карася («Запорожець за Дунаєм» С. С. Гулака-Артемовського), князя Греміна («Євгеній Онєгін» П. І. Чайковського), Сусаніна («Життя за царя» М. І. Глінки), Гудала («Демон» А. Рубінштейна), Сен-Брі («Гугеноти» Дж. Мейєрбера), Валько («Молода гвардія» Мейтуса).